# Michel Sorbach
 (février 2019).
Si vous disposez d'ouvrages ou d'articles de référence ou si vous connaissez des sites web de qualité traitant du thème abordé ici, merci de compléter l'article en donnant les références utiles à sa vérifiabilité et en les liant à la section « Notes et références ».
Michel Sorbach, né le 18 février 1962 à Amsterdam,, est un acteur néerlandais.

## Filmographie

### Cinéma et téléfilms
- 1987 : Donna Donna (nl) : Le patient
- 1989 : Steil achterover (nl) : Zeno
- 1990 : 12 steden, 13 ongelukken (nl) : Menno
- 1990 : My Blue Heaven : Le bounty
- 1992 : Iris : Rob Westers
- 1997-2011 : Goede tijden, slechte tijden : Deux rôles (John van Tongeren et Le gynécologue Brugman)
- 2002 : Polonaise : Jafar
- 2004 : Grijpstra et De Gier (nl) : Le docteur Roozenboom
- 2004 : Kunt u mij de weg naar Hamelen vertellen, mijnheer? (nl) : Guurt van Grasp
- 2008 : Ver van familie (nl) : Le docteur
- 2012 : Van God los (nl) : Bob Somers
- 2012 : Magnesium : La père
- 2013 : Van Gogh; een huis voor Vincent : Monsieur van Haaften
- 2013 : Flikken Maastricht : Le directeur de funérailles
- 2016 : De held (nl) : L'intervieweur
- 2017 : Losers : Harold Bak
- 2017 : Dummie de Mummie en de tombe van Achnetoet (nl) : Aziz
- 2018 : Klem : Le docteur